# Udo Sevink
Udo Sevink (* 1941 in Bocholt) ist ein ehemaliger deutscher Radrennfahrer und nationaler Meister im Radsport.

## Sportliche Laufbahn
Sevink kam durch seinen Vater Albert, der selbst aktiver Rennfahrer und später Ehrenvorsitzender des Vereines RV Radlerfreunde Bocholt war, schon früh zum Radsport. 
Er spezialisierte sich auf Bahnrennen. In der Mannschaftsverfolgung gewann er 1965 seinen ersten Titel bei den deutschen Meisterschaften mit seinen Vereinskameraden Karl-Heinz Henrichs, Klaus Kobusch und Herbert Honz. Ein Jahr später verteidigte dieser Vierer in identischer Besetzung den Titel. 1967 gelang diesen vier Fahrern erneut der Titelgewinn. Dies war in der deutschen Radsportgeschichte bisher keiner Mannschaft gelungen. Sevink errang neben den Meistertiteln keine weiteren größeren Siege, auch der Sprung in die Nationalmannschaft blieb ihm verwehrt.

## Familiäres
Sein jüngerer Bruder Albert Sevink (* 1943) war ebenfalls Radrennfahrer. 